# Radim Křupala
Radim Křupala (* 17. června 1980 Opava) je český politik a ekonom, v letech 2015 až 2018 primátor města Opavy, bývalý člen ČSSD.

## Život
V letech 1995 až 1999 absolvoval Mendelovo gymnázium Opava, následně v letech 1999 až 2004 vystudoval obor národní hospodářství na Ekonomické fakultě Vysoké školy báňské - Technické univerzitě Ostrava (získal titul Ing.).
Od října 2004 do dubna 2005 se živil jako tajemník finančního ředitele v elektrotechnické společnosti Alcoma, poté byl čtyři měsíce finančním analytikem ve firmě Ivax Pharmaceuticals. Od srpna 2005 do června 2007 pracoval jako specialista MEM v Komerční bance, ve druhé polovině roku 2007 byl obchodním manažerem v ČSOB. Od 1. února 2008 se stal ředitelem Seniorcentra v Opavě-Kateřinkách (jedná se o příspěvkovou organizaci města), kde rovněž žije.[zdroj?] Tuto funkci zastával do prosince 2015.

## Politické působení
Členem ČSSD je od roku 2001. Od roku 2012 je předsedou místní organizace ČSSD v Opavě.
Dvakrát neúspěšně kandidoval za ČSSD do Zastupitelstva města Opavy, a to v letech 2002 a 2006. Uspěl až v komunálních volbách v roce 2010. Po těchto volbách však u některých členů ČSSD upadl v nemilost, protože nepodpořil staronovou koalici ČSSD a ODS a jeho chybějící hlas tak pomohl vítězné SOS pro Opavu, která nakonec se sociálními demokraty uzavřela koalici. I kvůli tomuto postoji se v opavské ČSSD řadí k takzvanému novému proudu, který se v mnohém rozchází s názory a postoji dlouhodobých straníků.
V roce 2014 byl lídrem kandidátky ČSSD pro volby do opavského zastupitelstva. Mandát zastupitele sice obhájil, ale strana skončila na druhém místě a zůstala v opozici. Po rozpadu městské koalice v říjnu 2015 se mu však podařilo vyjednat novou koalici mezi ČSSD, Sdružením nezávislých zastupitelů (SNZ = "bývalé ANO 2011"), Změnou pro Opavu a KDU-ČSL. Dne 14. prosince 2015 byl pak zvolen opavským primátorem.
Za sociální demokracii kandidoval také na vyšších úrovních, a to ve volbách do Evropského parlamentu v roce 2009 a ve volbách do Poslanecké sněmovny PČR v roce 2010 v Moravskoslezském kraji, ale ani v jednom případě neuspěl.
V komunálních volbách v roce 2018 byl lídrem kandidátky ČSSD do Zastupitelstva města Opavy, mandát zastupitele obhájil. Koalici však složily vítězné hnutí ANO 2011, třetí uskupení "Piráti & Opavané", šesté hnutí Občané městských částí Opavy, sedmá KDU-ČSL a deváté uskupení "Zelená pro Opavu, sdružení Strany zelených a nezávislých kandidátů". Novým primátorem byl dne 5. listopadu 2018 zvolen Tomáš Navrátil z hnutí ANO 2011.
V komunálních volbách v roce 2022 obhajoval mandát opavského zastupitele jako nezávislý na kandidátce subjektu „Změna pro Opavu“ (tj. hnutí Změna a nezávislí kandidáti).